# Biltmore Estate

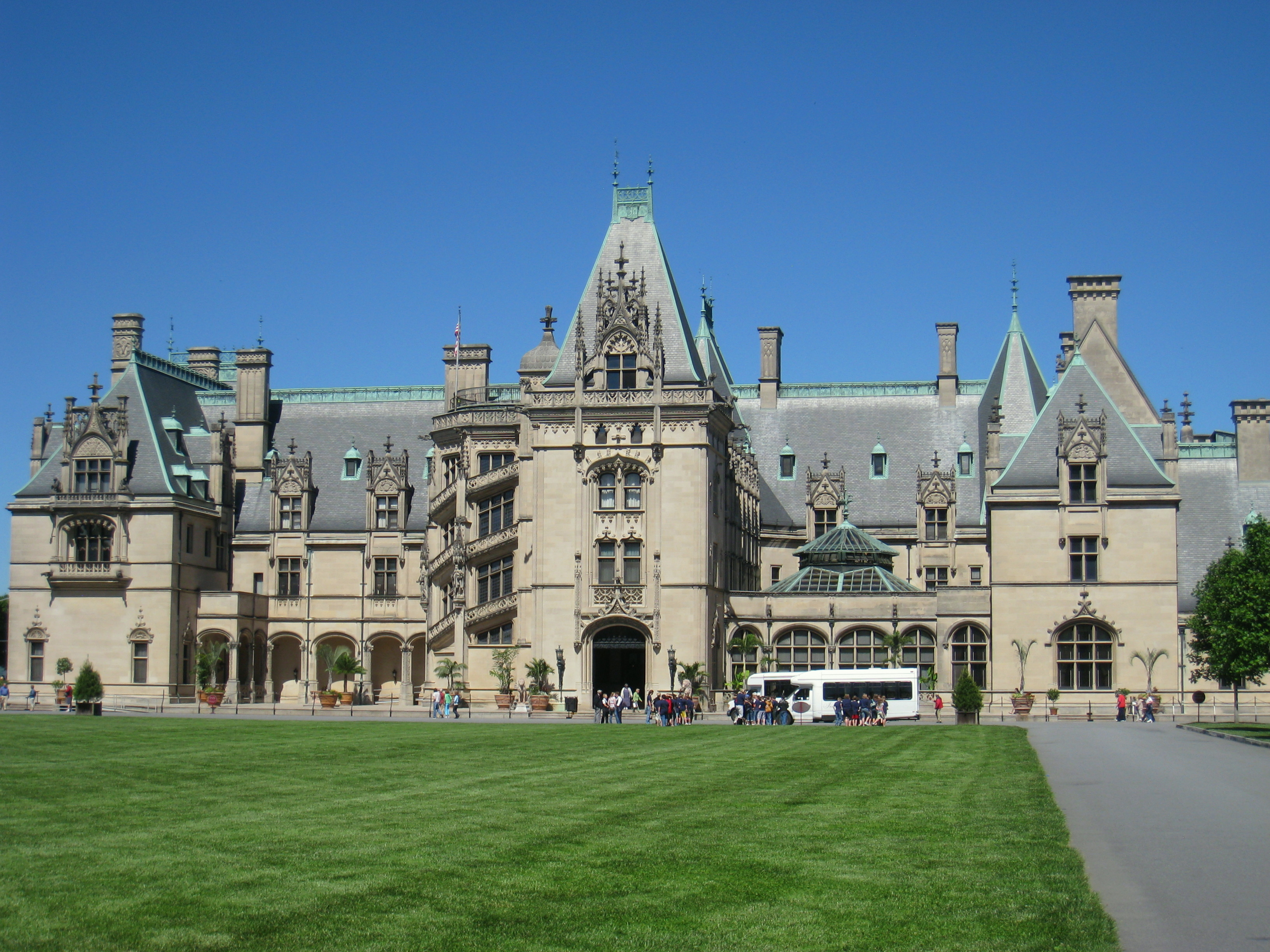
La facciata principale della Biltmore House

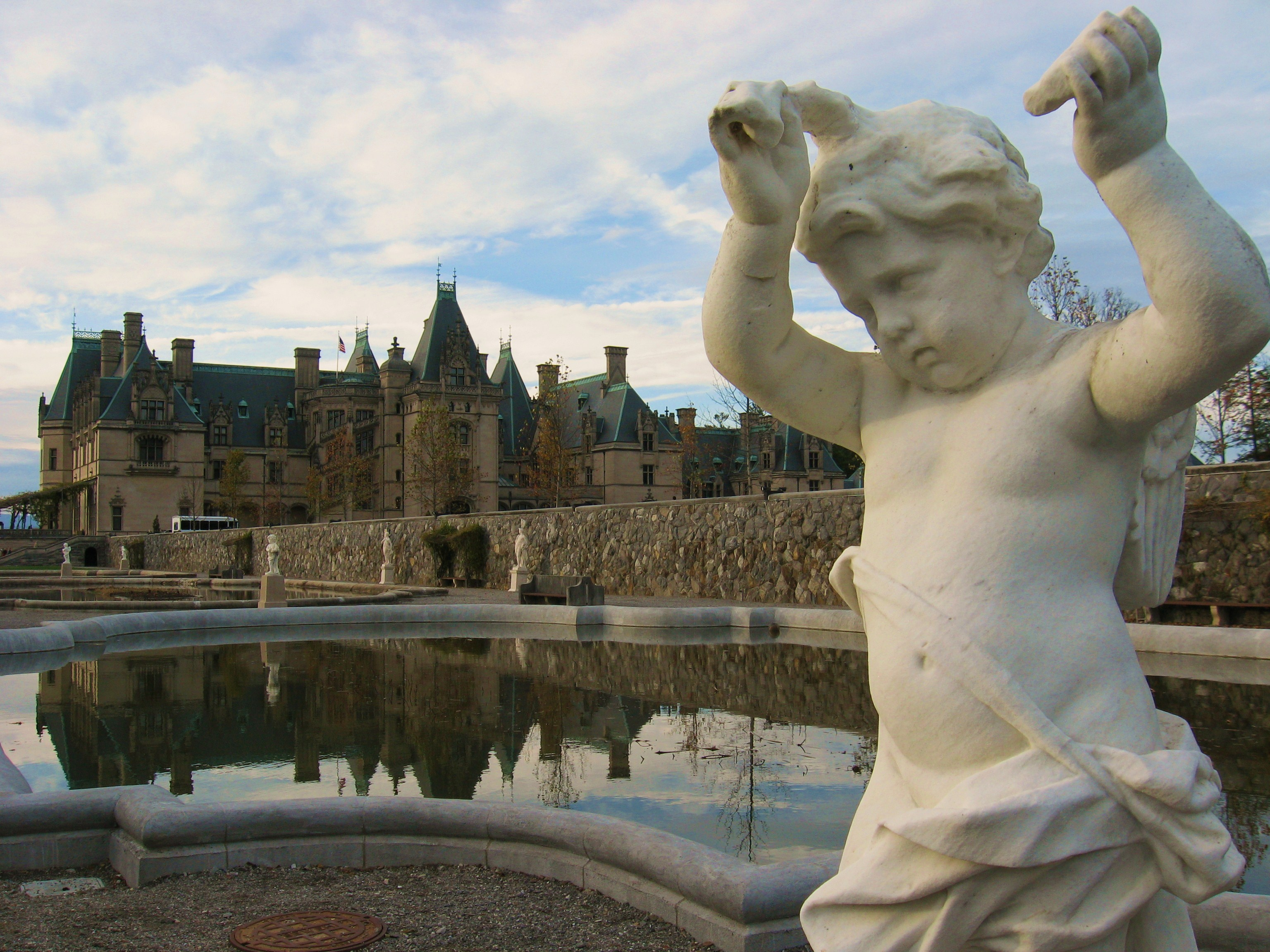
Scultura nella tenuta

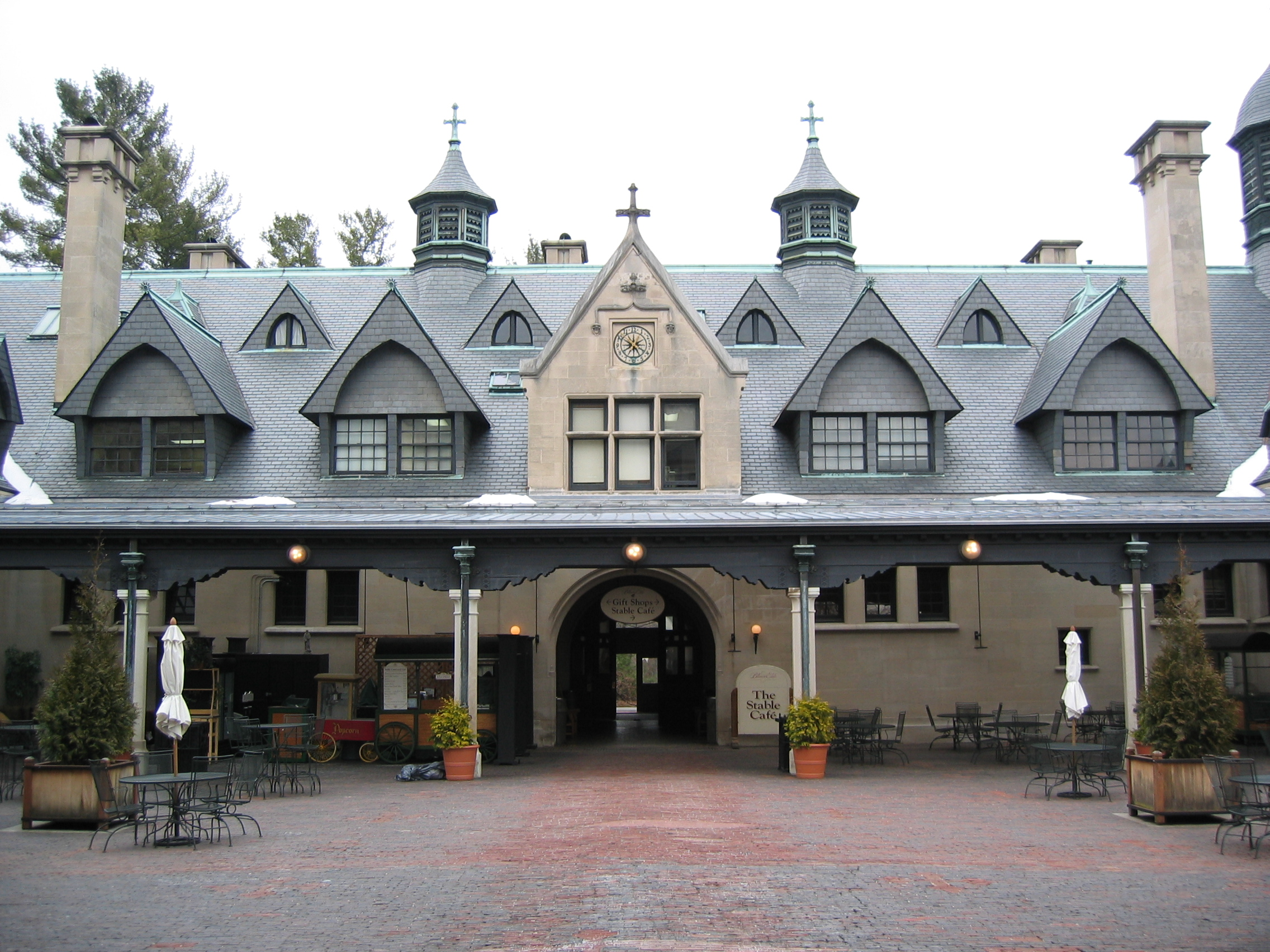
Struttura all'interno della tenuta

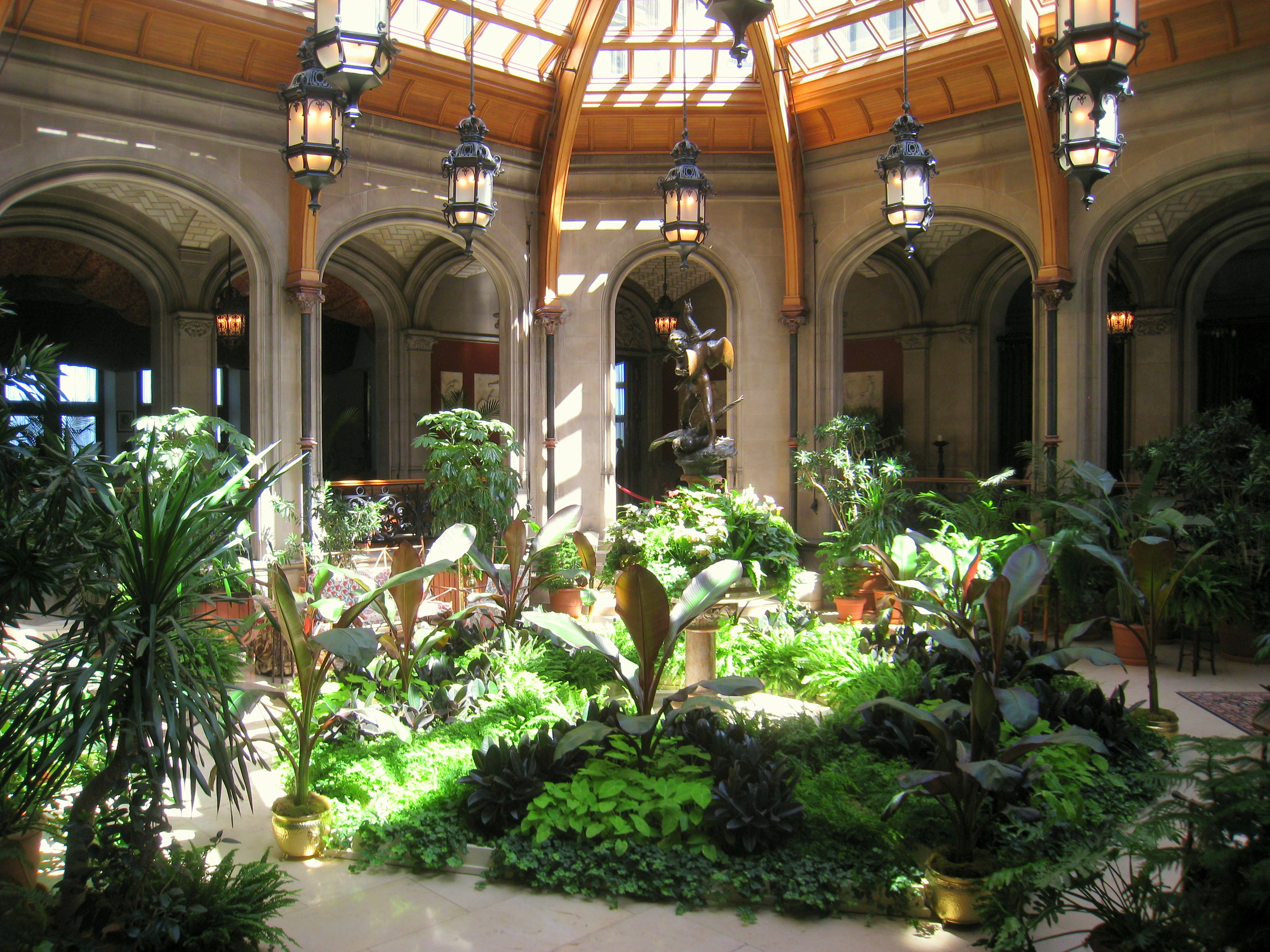
Un giardino interno alla residenza

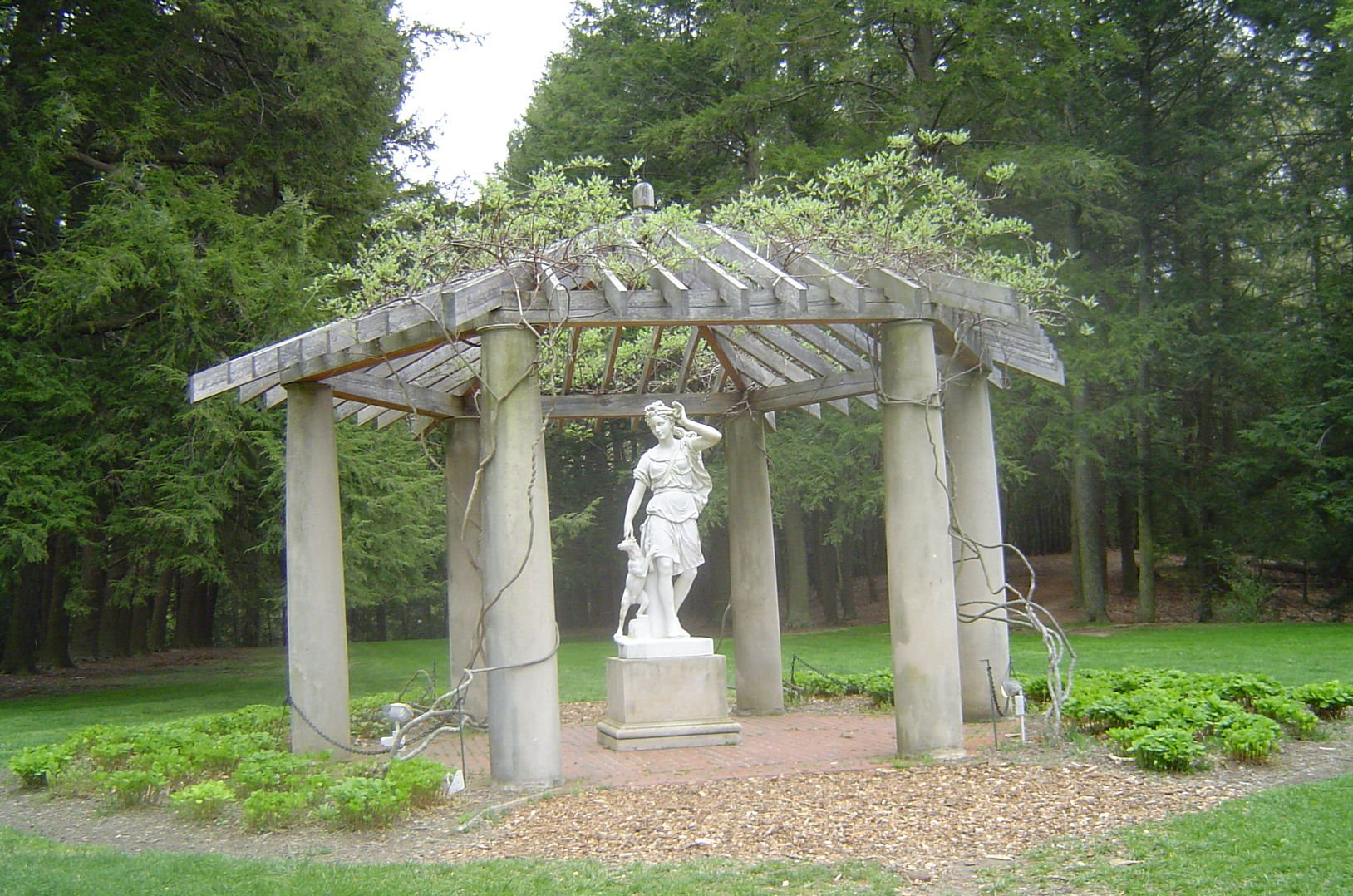
Giardino nel parco della tenuta

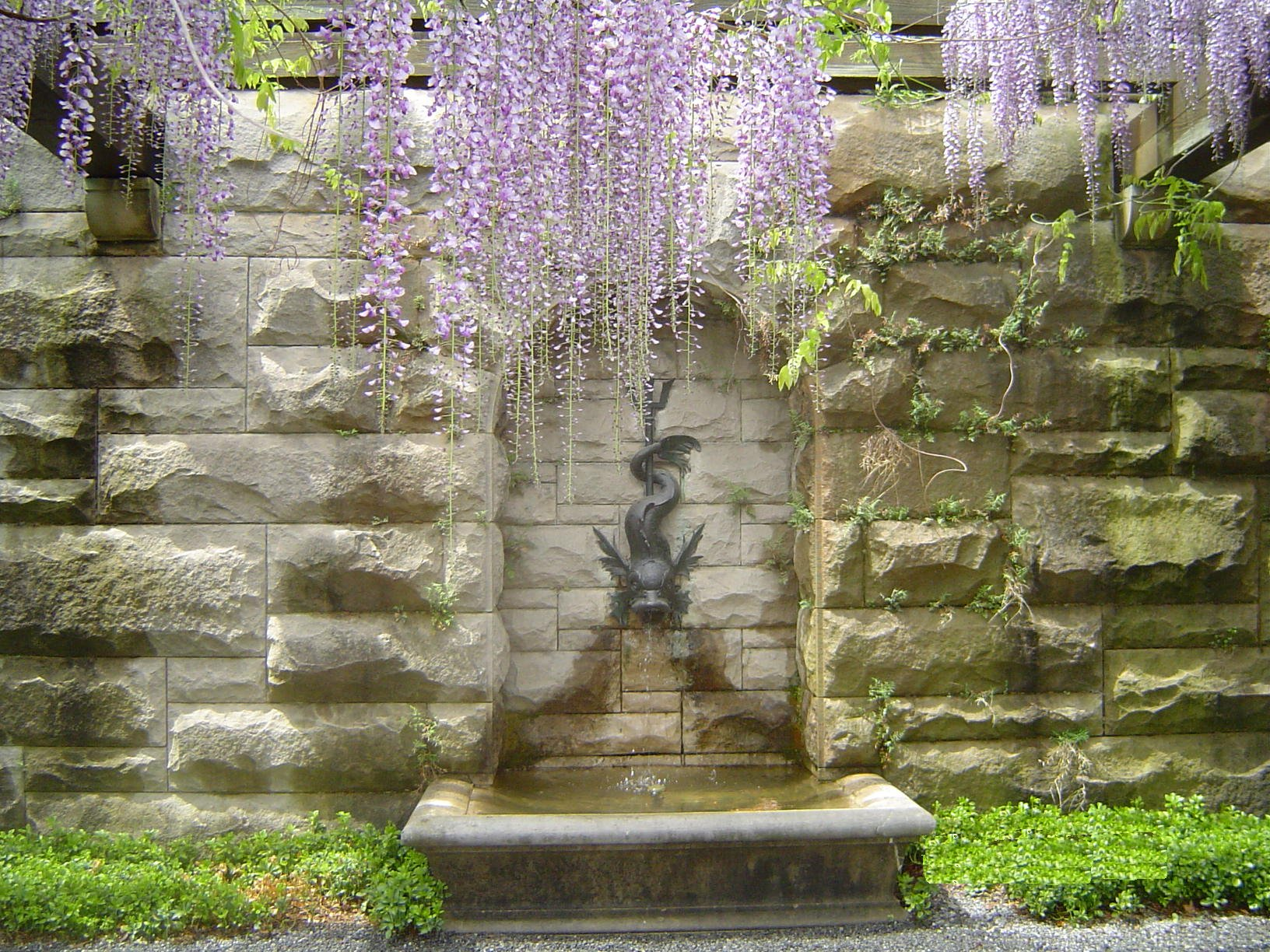
Giardino nel parco della tenuta

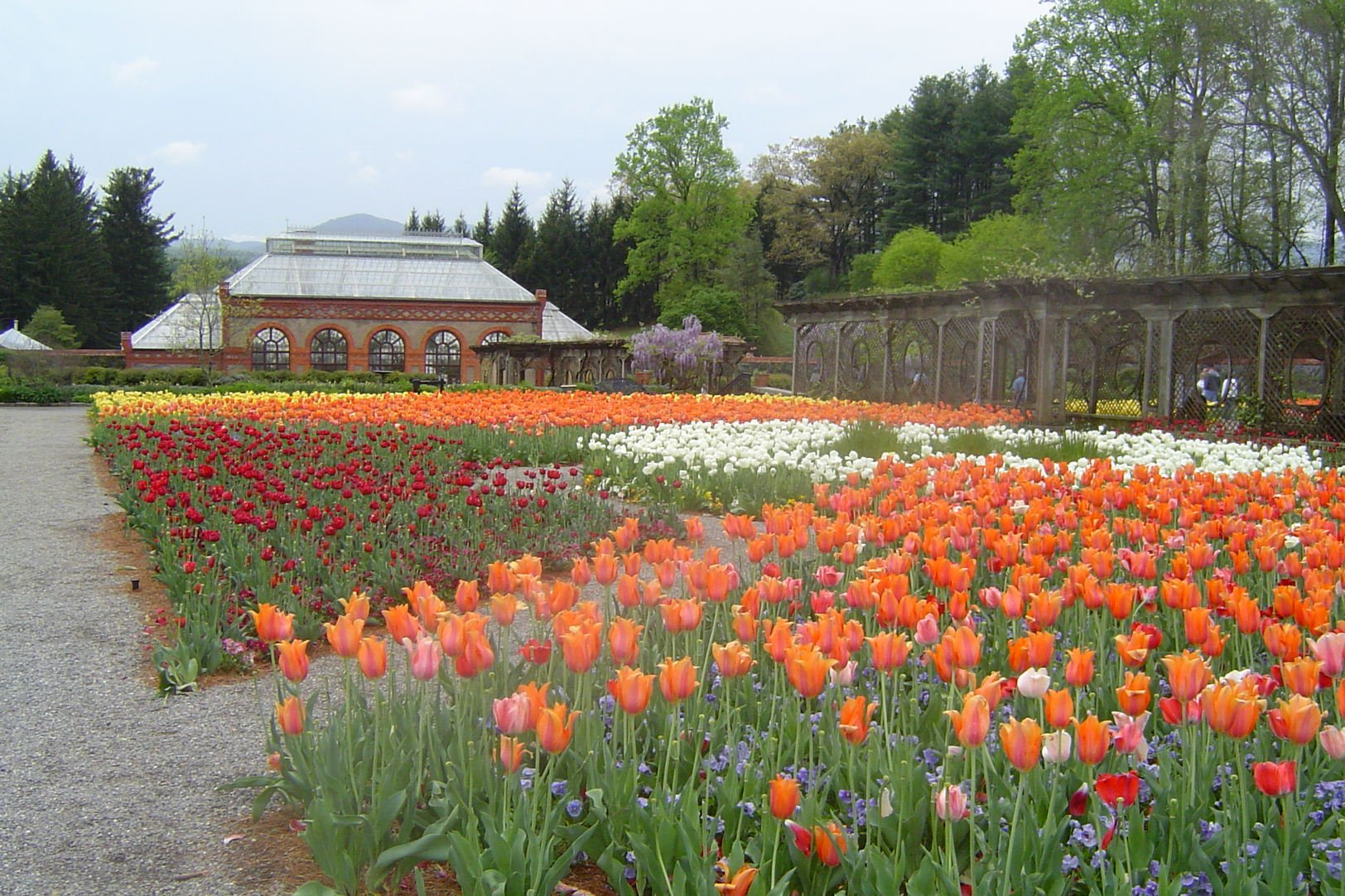
Biltmore Estate: il giardino di tulipani

Biltmore Estate ("tenuta Biltmore") o Biltmore Mansion è una storica residenza di Asheville, in Carolina del Nord (Stati Uniti d'America), realizzata tra il 1889 e il 1895 per volere di George Washington Vanderbilt II e tuttora di proprietà di discendenti della famiglia Vanderbilt, ossia i Cecil, un ramo cadetto della famiglia del Marchese di Exeter. L'edificio principale, la Biltmore House, è opera dell'architetto newyorkese Richard Morris Hunt, mentre i giardini circostanti sono opera di Frederick Law Olmsted.
Si tratta della residenza privata più grande del Paese, nonché di una delle più visitate assieme alla Casa Bianca e a Graceland. La residenza annovera tra i propri ospiti varie personalità, tra cui principi e capi di stato.
La chiesa episcopale (anglicana) di Biltmore (del 1896), costruita come chiesa di patronato dei Vanderbilt, è dal 1995 la Cattedrale della diocesi della Western North Carolina.

## Ubicazione
La tenuta è situata lungo la Biltmore Avenue, nella parte meridionale della città.

## Origini del nome
Il nome Biltmore, creato da George Washington Vanderbildt, deriva dal luogo d'origine della famiglia Vanderbilt e cioè De Bilt, località dei Paesi Bassi, a cui è stato unito il termine in lingua anglosassone more, che significa "terra montagnosa".

## Storia
La realizzazione della residenza maturò nella mente del giovane George Washington Vanderbilt II, nipote dell'industriale Cornelius Vanderbilt ed erede di una fortuna, dopo che quest'ultimo aveva visitato Asheville, noto luogo di cure, assieme alla madre, sofferente di malaria cronica, nel 1880. Dopo questa visita, Vanderbildt iniziò così ad acquistare diversi ettari di terreno in loco.
Per la residenza del progetto, Vanderbilt ingaggiò due dei maggiori architetti dell'epoca,  Richard Morris Hunt e Frederick Law Olmstead. Per la progettazione della Biltmore House, Richard Morris Hunt si ispirò all'architettura di vari castelli francesi del XVI secolo, in particolare ai celebri castelli della Valle della Loira.
La costruzione della residenza iniziò nel 1889 e durò sei anni. Nei lavori di realizzazione del progetto furono impiegati circa 10.000 lavoratori.
La residenza fu quindi inaugurata ufficialmente la Vigilia di Natale del 1895, alla presenza degli amici di Vanderbilt.
Nel 1900, Biltmore Estate fu descritta dal giornalista Philip Pointdexter con le seguenti parole:
|  |

Nel 1914, con la morte di George Washington Vanderbildt II, la moglie di quest'ultimo cedette gran parte dei 125.000 acri (50,6 ettari) della tenuta originaria al governo per permettere la realizzazione della Western North Carolina's Pisgah National Forest.
La loro unica figlia Cornelia (1900-1976) sposò l'onorevole John Francis Cecil (1890-1954), nipote del terzo Marchese di Exeter, e i loro discendenti possiedono ancora la tenuta, ossia la Biltmore Company che ha 2400 dipendenti che gestiscono le varie proprietà (hotel, negozi, ristoranti, fattorie) nei circa tremila ettari della tenuta stessa che è una delle più importanti mete turistiche dello Stato.

## Architettura
La tenuta attuale si estende in un'area di circa 8,000 acri (3,2 ettari) e comprende pressoché l'intero villaggio di Biltmore (oggi un quartiere turistico di Asheville) con interessanti edifici storici di fine Ottocento (tra cui la Cattedrale episcopale di All Saints) ma anche edifici più moderni.

### La Biltmore House
L'edificio principale della tenuta, la Biltmore House, è realizzata secondo lo stile rinascimentale francese.
L'edificio è a 4 piani e la facciata si estende per un'ampiezza di 375 piedi. Per la realizzazione della casa sono stati utilizzati circa 11 milioni di mattoni.
La villa ospita circa 250 stanze, 34 delle quali sono sale e 43 sono bagni. All'interno, si trovano una sala banchetti alta sette metri, tre cucine, una biblioteca con 10.000 libri e 65 camini e vi si possono ammirare vari dipinti e sculture del XVIII-XIX secolo, oltre a un candelabro fornito di 72 lampadine, ad otto arazzi fiamminghi del XVI secolo e a 50 tappeti persiani. Ai piani si sale per mezzo di una scala a chiocciola dotata di 102 scalini.

## Biltmore Estate nella cultura di massa

### Cinema e fiction
Biltmore Estate è stata una location per molti film e serie televisive, in particolare:
- Il cigno (film 1956) di Charles Vidor con Grace Kelly e Alec Guinness
- I Pruitts, serie televisiva (1966-1967)[7]
- È stata la location principale del film Oltre il giardino del 1980 diretto da Hal Hashby, con Peter Sellers, Shirley MacLaine e Melvyn Douglas;
- L'ultimo dei Mohicani (The Last of the Mohicans) del 1992 diretto da Michael Mann e con protagonista Daniel Day-Lewis;[8]
- Forrest Gump, film del 1994 diretto da Robert Zemeckis e con protagonista Tom Hanks;[2]
- Richie Rich - Il più ricco del mondo (Ri¢hie Ri¢h), film del 1994 diretto da Donald Petrie e con protagonista Macaulay Culkin;[9]
- Hannibal, film del 2001 diretto da Ridley Scott e con protagonista Anthony Hopkins.[2][10]

### Musica
- Christmas at Biltmore Estate è un album natalizio della cantante Judy Collins, pubblicato nel 1997[11]